# Barry Sternlicht
Barry Stuart Sternlicht (nacido el 27 de noviembre de 1960) es multimillonario y cofundador (con Bob Faith), presidente y CEO de Starwood Capital Group, un fondo de inversión con más de $ 60 mil millones en activos bajo administración. También es presidente de Starwood Property Trust. Es cofundador de Starwood y fue su CEO de 1995 a 2005.
Sternlicht es miembro de la junta directiva de Invitation Homes, Estée Lauder Crystal Baccarat, Robin Hood Dreamland Community Theater Foundation, National Leadership Advocacy Program de la Juvenile Diabetes Research Foundation y Business for the Arts Committee.
Anteriormente, fue miembro de la junta directiva de la Asociación de Bienes Raíces de Pensiones y la Mesa Redonda de Bienes Raíces. Es exadministrador de la Universidad Brown.

## Temprana edad y educación
Sternlicht nació en Nueva York en 1960 y creció en Stamford (Connecticut). Su padre, Maurycy Sternlicht, era gerente de una fábrica de Polonia y sobreviviente del Holocausto. Su madre, Harriet, era de Nueva York y trabajaba como profesora de biología y corredora de bolsa. En 1982, se graduó magna cum laude, con honores, de la Universidad de Brown. Luego trabajó como árbitro en Wall Street. En 1986, recibió un MBA de Harvard Business School.

## Carrera
Al final de sus estudios, se fue a trabajar para JMB Realty, una compañía de inversión inmobiliaria en Chicago. En 1989, al comienzo de la crisis de ahorro y préstamo y la recesión de principios de la década de 1990, fue despedido.
En 1991, a la edad de 31 años, Sternlicht lanzó con Bob Faith Starwood Capital Group para comprar edificios vendidos por Resolution Trust Corporation, creada por el gobierno federal para mantener y liquidar los activos inmobiliarios en poder de bancos en quiebra después de La crisis de ahorro y préstamo. Sternlicht recaudó $ 20 millones de las familias de William Bernard Ziff Jr. y Carter Burden de Nueva York para financiar estas compras.
En 1993, Sternlicht vendió la cartera de apartamentos a Sam Zell's Equity Residential a cambio de una participación del 20% en la compañía.
En 1994, a la edad de 36 años, en sociedad con Goldman Sachs, la compañía Sternlicht compró Westin Hotels & Resorts en una transacción de $ 561 millones. Las innovaciones de Sternlicht incluyeron los hoteles W y la cama Westin Heavenly Bed cuyas camas habían sido modeladas a partir de la de Sternlicht.
En enero de 1995, Sternlicht compró Hotel Investors Trust, una compañía de inversión inmobiliaria casi en quiebra, que asumió.
En 1997, la compañía Sternlicht adquirió Sheraton Hotels and Resorts en una transacción de $ 13.3 mil millones, superando una oferta de Hilton Worldwide.
En octubre de 2019, Barry Sternlicht lanzó en Londres, en asociación con el Grupo Cairn, su cadena "Treehouse", cuyo objetivo es desarrollar hoteles divertidos, conectados con la vida del vecindario.,
En 2020, el fondo inmobiliario de Barry Sternlicht administra $ 60 mil millones en activos.
Reconocido por sus análisis, comenta regularmente sobre noticias financieras o políticas como la situación de WeWork, una compañía que Starwood Property Trust financió con un préstamo de $ 900 millones y cuyo valor se ha derrumbado. Sternlicht dice « A pesar de sus fracasos, sigue siendo un negocio real ».,

### Premios
En 2004, Sternlicht fue nombrado "Director Ejecutivo de Mejor Alojamiento de América" por la revista Institutional Investor.
En 2005, Sternlicht fue incluido en el Salón de la Fama de la revista Interior Design.
En 2010, el Ejecutivo de propiedades comerciales nombró a Sternlicht "Ejecutivo del año" e "Inversor del año".

## Vida personal
Barry Sternlicht se casó con Mimi Sternlicht, a quien conoció en la Universidad de Brown, pero se separaron en 2016. Tienen 3 hijos juntos.
En 2016, Barry Sternlicht dijo que se iría de Connecticut porque los impuestos eran demasiado altos allí. Se mudó a Florida. También traslada la sede de Starwood Capital de Greenwich a Miami.,

### Filantropía
En 2007, Sternlicht financió una subvención de $ 1 millón al Instituto de Células Madre de Harvard para apoyar la investigación para una cura para la diabetes.

### Contribuciones políticas
Sternlicht es republicano. Es amigo y compañero de golf de Donald Trump, pero estaba decepcionado de él como presidente de los Estados Unidos. En 2008, Sternlicht donó primero a la campaña primaria presidencial Hillary Clinton 2008 y luego a la campaña presidencial Barack Obama 2008. En 2012, Sternlicht contribuyó con 70.800 dólares a la campaña presidencial de Mitt Romney. En 2016, Sternlicht contribuyó con $ 125,000 a Right to Rise, el comité de acción política creado para apoyar la campaña presidencial Jeb Bush 2016. Sternlicht también contribuyó con $ 1,000 para oponerse a la Propuesta 8 de California 2008, que habría prohibido el matrimonio entre personas del mismo sexo en California.